# ماري باورز
ماري باورز (بالإنجليزية: Mary Bowers)‏ هي دراجة وصحفية بريطانية، ولدت في 1985.